# Europejski Program Leśnych Zasobów Genowych
Europejski Program Leśnych Zasobów Genowych (EUFORGEN) – międzynarodowa sieć wspierająca ochronę i zrównoważone wykorzystanie leśnych zasobów genowych Europy. Zadania programu obejmują koordynowanie i promowanie ochrony in situ i ex situ leśnych zasobów genowych, w celu ułatwienia wymiany informacji i wzrostu świadomości społecznej dotyczącej potrzeby ich ochrony.
EUFORGEN jest finansowany przez kraje członkowskie, a jego działania odbywają się poprzez pracę grup roboczych złożonych z ekspertów z różnych krajów Europy. Powołani eksperci spotykają się w celu wymiany wiedzy, analizy założeń politycznych i praktycznych oraz rozwoju, opartych na podstawach naukowych, strategii doskonalenia zarządzania leśnymi zasobami genowymi. EUFORGEN powstał w 1994 r. Jego sekretariat, prowadzony przez European Forest Institute, ma siedzibę w Barcelonie, w Hiszpanii.

## Kraje członkowskie
W programie zrzeszonych jest 25 krajów (stan na styczeń 2021):
1. Austria
2. Belgia
3. Chorwacja
4. Czechy
5. Dania
6. Estonia
7. Finlandia
8. Francja
9. Holandia
10. Irlandia
11. Islandia
12. Litwa
13. Luksemburg
14. Malta
15. Norwegia
16. Polska
17. Serbia
18. Słowacja
19. Słowenia
20. Szwajcaria
21. Szwecja
22. Turcja
23. Węgry
24. Wielka Brytania
25. Włochy